# Badr El Kaddouri
Badr El Kaddouri (Casablanca, 31 de janeiro de 1981) é um futebolista marroquino que atua como lateral-esquerdo. Atualmente, está sem clube.

## Carreira em clubes
El Kaddouri iniciou sua carreira no Wydad Casablanca, sendo promovido ao time principal em 2000. Em 2002, foi contratado pelo Dínamo de Kiev, onde permaneceu durante dez anos, sendo inclusive capitão do time em algumas partidas.
Sem espaço no Dínamo, foi liberado por empréstimo ao Celtic, para substituir o lesionado Emilio Izaguirre,
atuando em seis partidas pelos Bhoys, marcando um gol. Regressou ao clube ucraniano em janeiro de 2012, mas, relegado ao time de reservas, seria dispensado pouco depois.

## Seleção
El Kaddouri representou a Seleção Marroquina de Futebol nas Olimpíadas de 2004.
El Kaddouri defende a Seleção Marroquina de Futebol desde 2002, ano em que jogaria a sua primeira Copa das Nações Africanas (disputou ainda as edições de 2006, 2008 e 2012). Foram 45 partidas disputadas desde então, sem marcar gols.